# Roche à Bosche
Roche à Bosche är ett berg i Kanada.   Det ligger i provinsen Alberta, i den centrala delen av landet, 3 100 km väster om huvudstaden Ottawa. Toppen på Roche à Bosche är 2 148 meter över havet. Roche à Bosche ligger vid sjön Celestine Lake.
Terrängen runt Roche à Bosche är kuperad åt nordväst, men åt sydost är den bergig.Trakten runt Roche à Bosche är nära nog obefolkad, med mindre än två invånare per kvadratkilometer..
I omgivningarna runt Roche à Bosche växer i huvudsak barrskog.